# Poperinge
Poperinge (franceză Poperingue) este un oraș neerlandofon situat în provincia Flandra de Vest, regiunea Flandra din Belgia. La 1 ianuarie 2008 avea o populație totală de 19.837 locuitori. 

## Geografie
Comuna actuală Poperinge a fost formată în urma unei reorganizări teritoriale în anul 1977, prin înglobarea într-o singură entitate a 6 comune învecinate. Suprafața totală a comunei este de 119,33 km². Comuna este subdivizată în secțiuni, ce corespund aproximativ cu fostele comune de dinainte de 1977. Acestea sunt:
| - I. Poperinge - II. Krombeke - III. Proven - IV. Reningelst - V. Roesbrugge-Haringe - VII. Roesbrugge - VIII. Haringe - VI. Watou - IX. Sint-Jan-Ter-Biezen - X. Abele |

Localitățile limitrofe sunt:
| În Belgia: | În Franța:                                                                                         |
| - Comuna Alveringem: - a. Beveren - b. Stavele - Comuna Vleteren: - c. Westvleteren - d. Oostvleteren - Comuna Ypres: - e. Elverdinge - f. Vlamertinge - g. Dikkebus - Comuna Heuvelland: - h. De Klijte - i. Westouter | - j. Boeschepe - k. Godewaersvelde - l. Steenvoorde - m. Winnezeele - n. Houtkerque - o. Bambecque |

## Localități înfrățite
- Cehia: Zatec;
- Germania: Wolnzach;
- Regatul Unit: Hythe;
- Belgia: Rixensart.